# جامعه (استان وادی)
جامعه (به عربی: جامعة) یک شهرداری در الجزایر است که در ناحیه جامعه واقع شده‌است. جامعه ۵۰٬۹۱۶ نفر جمعیت دارد و ۴۱ متر بالاتر از سطح دریا واقع شده‌است.